# Gladys Heldman
Gladys Medalie Heldman (* 13. Mai 1922 in New York City, New York; † 22. Juni 2003) war die US-amerikanische Gründerin des World Tennis Magazine und des Virginia Slims Circuit, dem Vorläufer der WTA Tour. 

## Biographie
Gladys Heldman war die Gründerin, Inhaberin, Chef-Herausgeberin und Journalistin des 1953 erstmals erschienenen World Tennis Magazine, dem Sprachrohr dieses Sports, und leitete die Zeitschrift mehr als zwei Jahrzehnte lang. Das World Tennis Magazine wurde Mitte der 1970er-Jahre von ihr verkauft. Sie unterstützte Billie Jean King und andere weibliche Tennisspielerinnen auf dem von ihr gegründeten Virginia Slims Circuit. 1979 erfolgte aufgrund ihrer Verdienste um den Tennissport die Aufnahme in die International Tennis Hall of Fame.
Sie war mit Julius Heldman verheiratet und hat zwei Töchter (Carrie und die Tennisspielerin Julie Heldman).